# NK Dinamo Baranjsko Petrovo Selo
NK Dinamo je nogometni klub iz Baranjskog Petrovog Sela. Klub je osnovan 1964. godine pod imenom NK Sloga. Od 1976. godine nosio je ime NK Omladinac, a današnje ime dobio je 1998. godine
Trenutačno se natječe u 2. ŽNL Osječko-baranjskoj, NS Beli Manastir.